# Mauricio Wright
Mauricio Wright Reynolds (ur. 20 grudnia 1970 w San José) – piłkarz kostarykański grający na pozycji środkowego obrońcy, trener piłkarski.

## Kariera klubowa
Wright wychował się w klubie Deportivo Saprissa z rodzinnego San José. W jego barwach zadebiutował w kostarykańskiej Primera Division. W 1993 roku sięgnął z nim po Puchar Mistrzów CONCACAF, a w 1994 po swój pierwszy tytuł mistrza kraju. Z kolei w 1995 roku wywalczył oba te tytuły. W 1997 roku trafił do Gwatemali, gdzie występował w stołecznym Comunicaciones. W 1998 i 1999 roku dwukrotnie z rzędu został z nim mistrzem kraju. W 1999 roku wyjechał do Stanów Zjednoczonych. Grał w tamtejszej Major League Soccer w barwach zespołu San Jose Clash, który potem zmienił nazwę na San Jose Earthquakes. Po dwóch latach gry w tym klubem odszedł do New England Revolution, w którym występował m.in. ze swoim rodakiem Williamem Sunsingiem.
W 2001 roku Mauricio wrócił do ojczyzny. Przez rok grał w CS Herediano, a w 2002 roku podpisał kontrakt z greckim AEK Ateny. W Alpha Ethniki rozegrał 25 spotkań i zajął ze swoim klubem 3. miejsce w lidze. Po sezonie odszedł jednak z zespołu i trafił aż do Chin. Po trzech występach w Shenyang Ginde znów trafił do Kostaryki. Do 2006 roku był piłkarzem CS Herediano, a następnie rozegrał jedno spotkanie w barwach Deportivo Saprissa. Wtedy też zdecydował się zakończyć piłkarską karierę w wieku 36 lat.
Po zakończeniu kariery Wright został trenerem. Obecnie prowadzi zespół Brujas FC.

## Kariera reprezentacyjna
W reprezentacji Kostaryki Wright zadebiutował 1 grudnia 1995 roku w wygranym 2:1 meczu z Belize. W 2002 roku został powołany przez Alexandre Guimarãesa do kadry na Mistrzostwa Świata 2002. Tam był podstawowym zawodnikiem kostarykańskiego zespołu i wystąpił we wszystkich trzech grupowych meczach: wygranym 2:0 z Chinami (gol w 64. minucie po strzale głową), zremisowanym 1:1 z Turcją i przegranym 2:5 z Brazylią. Grał także w Copa América 1997 i Copa América 2004. Karierę reprezentacyjną zakończył w 2006 roku. W kadrze narodowej rozegrał 67 spotkań i zdobył 6 goli.